# Shine on Me
Shine on Me (стилизовано као #shineonme) први је студијски албум српског фанк и соул певача Марка Луиса, издат 2015. године за IDJ Tunes. На албуму се налазе сарадње са Маниви, Машом и Петром Зоркићем, који је написао доста песама на албуму. Скоро све песме компоновао је сам музичар.

## Списак песама
Аутор(и) свих песама: Марко Стојановић Луис, осим 13. и 14. (Петар Зоркић).
| №   | Назив              | Текст                         | Трајање |  |
| 1.  |                    | Предраг Вукчевић и Марко Луис |         |  |
| 2.  |                    | Ивана Вукмировић              |         |  |
| 3.  | I Can't Let You Go | Предраг Вукчевић, Марко Луис  |         |  |
| 4.  |                    | Марко Луис                    |         |  |
| 5.  |                    | Петар Зоркић                  |         |  |
| 6.  |                    | Петар Зоркић, Марко Луис      |         |  |
| 7.  |                    | Марко Луис                    |         |  |
| 8.  |                    | Ива Плетикосић                |         |  |
| 9.  |                    | Марко Луис                    |         |  |
| 10. |                    | Предраг Вукчевић, Марко Луис  |         |  |
| 11. |                    | Петар Зоркић, Марко Луис      |         |  |
| 12. |                    | Марко Луис, Ивана Вукмировић  |         |  |
| 13. |                    | Петар Зоркић, Марко Луис      |         |  |
| 14. |                    | Петар Зоркић, Марко Луис      |         |  |
| 15. |                    | Ивана Вукмировић              |         |  |